# Courbe du blanc-manger

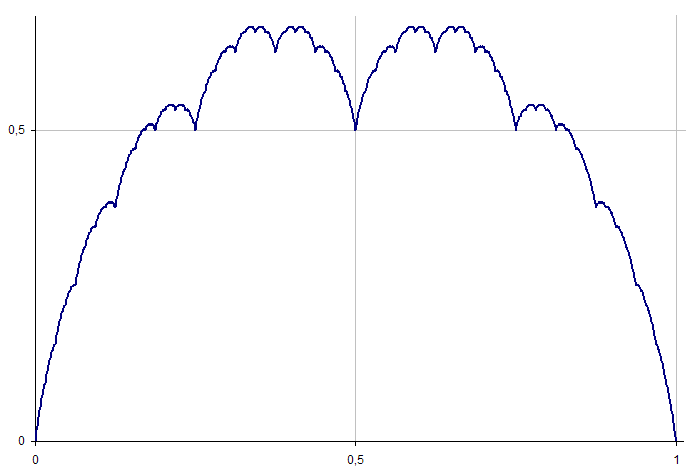
Courbe du blanc-manger ou « de Takagi »

En mathématiques, la courbe du blanc-manger est une courbe fractale constructible par subdivision de son ensemble de définition. Elle est aussi connue comme la courbe de Takagi, d'après Teiji Takagi qui l'a décrite en 1901, ou comme la courbe de Takagi-Landsberg (en), une généralisation de la courbe. Le nom blanc-manger vient de sa ressemblance à l'entremets du même nom,. C'est un cas particulier de courbe de De Rham.

## Définition
La fonction blanc-manger est définie sur ℝ par :
{\displaystyle {\rm {blanc}}(x)=\sum _{n=0}^{+\infty }{s(2^{n}x) \over 2^{n}}},
où s est définie par
{\displaystyle s(y)=\min _{n\in {\mathbb {Z} }}|y-n|},
c'est-à-dire que s(y) est la distance entre y et l'entier relatif le plus proche.
La série de fonctions définissant blanc(x) pour tout nombre x est normalement convergente donc la fonction blanc-manger est continue (et 1-périodique, donc uniformément continue), mais elle n'est dérivable en aucun point,. Sa courbe représentative est une fractale (c'est l'attracteur d'un système de fonctions itérées). 
La courbe de Takagi-Landsberg en est une généralisation donnée par la relation
{\displaystyle T_{w}(x)=\sum _{n=0}^{+\infty }w^{n}s(2^{n}x)}
pour un paramètre w. La valeur H = –log2(w), où log2 désigne le logarithme binaire, est appelée le « paramètre de Hurst ».
La courbe du blanc-manger est donc le cas w = 1/2, c'est-à-dire H = 1.

## Construction graphique
La courbe du blanc-manger peut être construite à partir des fonctions en triangle. Sur les illustrations ci-dessous, les fonctions triangles (en rouge) sont progressivement ajoutées à la courbe à chaque étape.

n = 0
n ≤ 1
n ≤ 2
n ≤ 3

## Primitive de la fonction
Étant donné que l'intégrale de 0 à 1 de la fonction blanc vaut 1/2, la relation
{\displaystyle {\rm {blanc}}(x)={\rm {blanc}}(2x)/2+s(x)}
permet de calculer la primitive I s'annulant en 0 :
{\displaystyle I(x)=\int _{0}^{x}{\rm {blanc}}(t)\,{\rm {d}}t.}
Le calcul est récursif et son temps de calcul est de l'ordre du logarithme de la précision requise.
{\displaystyle I(x)={\begin{cases}1/2+I(x-1)&{\text{si }}x\geq 1\\1/2-I(1-x)&{\text{si }}1/2<x<1\\I(2x)/4+x^{2}/2&{\text{si }}0\leq x\leq 1/2\\-I(-x)&{\text{si }}x<0.\end{cases}}}

## Dimension fractale
La courbe de Takagi-Landsberg de paramètre de Hurst H a pour dimension de Hausdorff 2 – H.
La dimension de Hausdorff de la courbe du blanc-manger, pour laquelle H = 1, vaut donc 1, malgré son aspect fractal.

### Article
- (en) Teiji Takagi, « A Simple Example of the Continuous Function without Derivative », Proc. Phys.-Math. Soc. Jpn., vol. 1,‎ 1901, p. 176–177 (DOI 10.11429/subutsuhokoku1901.1.F176)